# انطونيو مونغيا
انطونيو مونغيا فلوريس (27 يونيو 1942 - 8 يناير 2018) لاعب كرة قدم مكسيكي يجيد اللعب في خط الوسط، لعب مع المنتخب الوطني المكسيكي ما بين عام 1967 و 1971،
وشارك في 44 مباراة دولية. كان جزء من فريق المنتخب الوطني المكسيكي في كأس العالم عام 1970.

## وصلات خارجية
https://www.national-football-teams.com/player/17635/Antonio_Munguia.html
https://www.worldfootball.net/player_summary/antonio-munguia/